# Ioan Boeriu
Ioan Boeriu, baron de Polichna (n. 10 octombrie 1859, Vaida-Recea, Comitatul Făgăraș, azi Recea, județul Brașov – d. 2 aprilie 1949, Sibiu) a fost un Feldmarschalleutnant în Armata Comună a Austro-Ungariei, ridicat la rangul de baron, comandant al regimentului de infanterie 76, decorat cu Ordinul Maria Terezia, apoi general de corp de armată în România Mare.

## Biografie

### Familia și tinerețea
Fiul fostului grănicer român Ioan Boeriu și al soției acestuia, Ana, născută Poparad, și-a început studiile la școala grănicerească din satul natal. Absolvind această primă școală cu rezultate meritorii, s-a înscris la Gimnaziul romano-catolic din Sibiu, unde și-a desăvârșit cunoașterea la perfecție a limbii germane, limbă care i-a fost utilă în viitoarea carieră militară.
După absolvirea gimnaziului, părinții l-au îndemnat să urmeze teologia, ca ulterior să revină în comuna natală în calitate de preot. Dar unul dintre mentorii săi, colonelul David Urs de Margina, purtător al Ordinului Maria Terezia, l-a îndemnat să îmbrățișeze cariera militară, potrivit lui Ioan Părean. S-a înscris apoi la Școala de Cadeți de Infanterie (Kadettenschule) a armatei comune austro-ungare din Sibiu.

### Cariera militară

#### În Austro-Ungaria

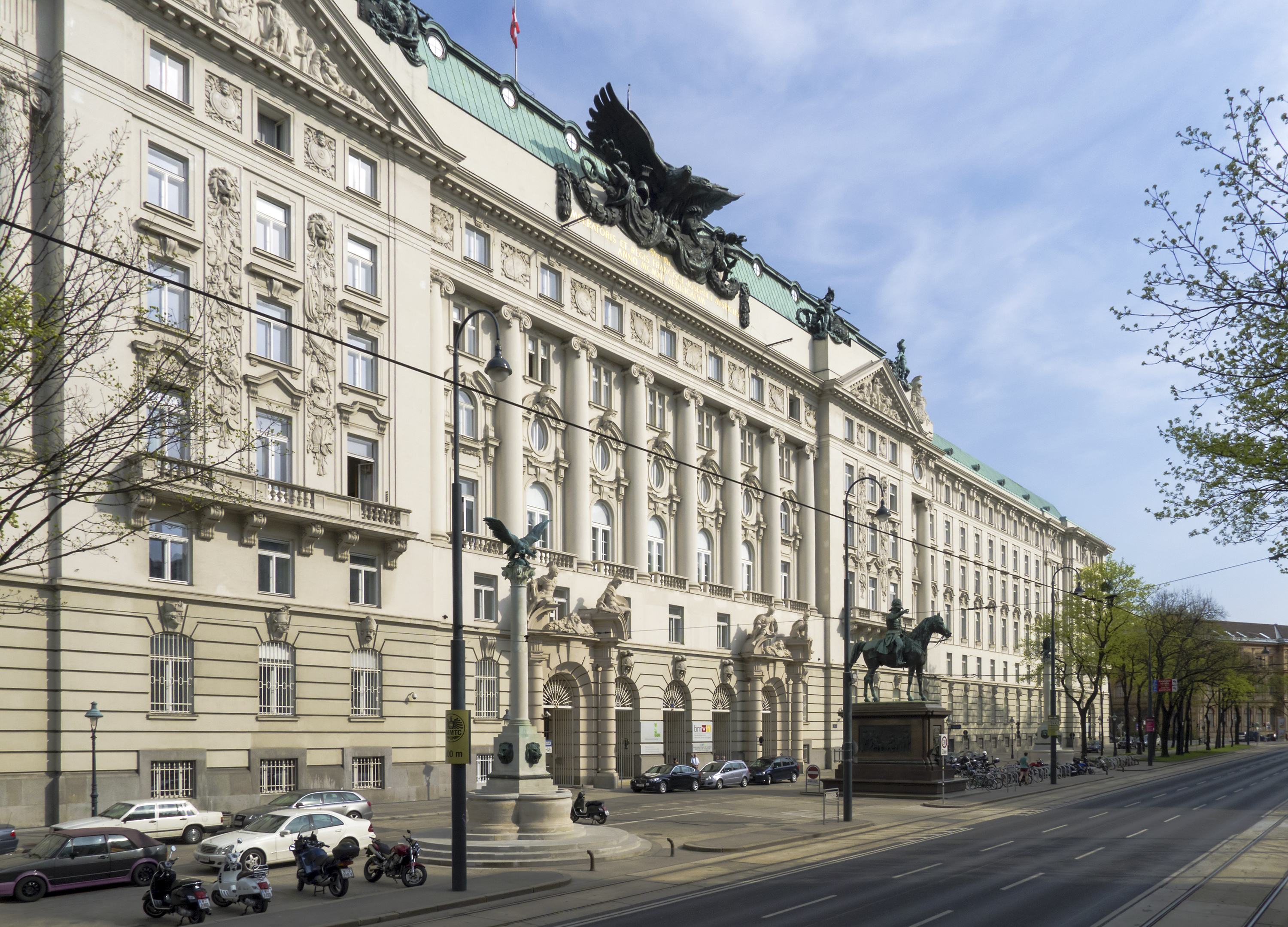
Clădirea fostului Minister Imperial și Regal de Război la Viena

După terminarea școlii cu calificativul "eminent" a fost repartizat ca sublocotenent la regimentul k.u.k. de infanterie nr. 68 al corpului de armată nr. 4 din Budapesta, unde, în 1900, a fost deja căpitan. În anul 1905 a fost numit maior și comandant al unui batalion al regimentului nr. 76 cu locația în Gran (Esztergom). La 1 septembrie 1909 a fost numit locotenent-colonel, iar la 1 mai 1914 a avansat la rangul de colonel și comandant al acestui regiment nr. 76.
La izbucnirea Primului Război Mondial regimentul său a fost staționat pe frontul rusesc. În dimineața zilei de 23 august 1914 colonelul a așteptat pe un front de 30 km lungime la Polichna, în apropiere de Krasnik, cu numai 18 batalioane cu 10 baterii atacul cu puteri superioare ale forțelor țariste. Soldații săi au reușit, cu Boeriu în frunte, într-o luptă de 13 ore, cu mari pierderi, să oprească inamicul până când, în cele din urmă, regimentele de infanterie nr. 12, 71 și 219, precum și regimentul de arme de câmp nr. 14 au sosit ca sprijin. În sfârșit, inamicul a fost complet învins. Trei steaguri, 18 tunuri și numeroase mitraliere au fost capturate și 6000 de soldați ruși au fost duși prizonieri. Prin cucerirea satului s-a creat premiza victoriei austriece în Bătălia de la Krasnik.
La data de 24 noiembrie 1914 Boeriu a reușit, după mai multe zile de lupte grele, să recupereze pozițiile rusești de la Jangrot, care însă nu au putut fi menținute din cauza numărului superior de luptători ai dușmanului. Colonelul a cerut retragerea regimentului său slăbit, care a fost aprobată pe ziua de 27 a lunii. O zi mai devreme, Boeriu a fost rănit foarte grav într-o acțiune de luptă și dus în spatele frontului.
În ziua de 11 septembrie 1915, colonelul Ioan Boeriu a fost decorat pentru calitatea sa ca ofițer și vitejia sa ca soldat, dar și pentru realizarea victoriei la Polichna, cu Ordinul de Cavaler Maria Terezia cu înregistrarea în a 184-a promovare de la 17 august 1918, mai departe cu Ordinul Împărătesc Leopold de clasa a 3-a cu decorație de război (KD.) și numit general de brigadă (Generalmajor). Până în 1916 a mai fost onorat între altele cu Ordinul Imperial al Coroanei de Fier de clasa a 3-a cu decorație de război, Crucea de Merit Militar de clasa II și Ordinul Militar Signum Laudis.
După ieșirea din spital, rămas infirm, generalul a fost transferat la Ministerul Imperial și Regal de Război, unde a lucrat ca expert militar, fiind și președinte al Consiliului de Onoare al Ministerului. În anul 1917 a obținut Ordinul Imperial al Coroanei de Fier de clasa 1 și, în consecință, a fost înnobilat, primind titlul de baron cu predicatul “de Polichna”, după numele amplasamentului pe care l-a cucerit. La 11 noiembrie 1918 a avansat la gradul de “Feldmarschalleutnant”, al treilea în ordine de rang după “Feldzeugmeister” și Feldmareșal, poate în legătură cu evenimentele descrise mai jos.

#### În România

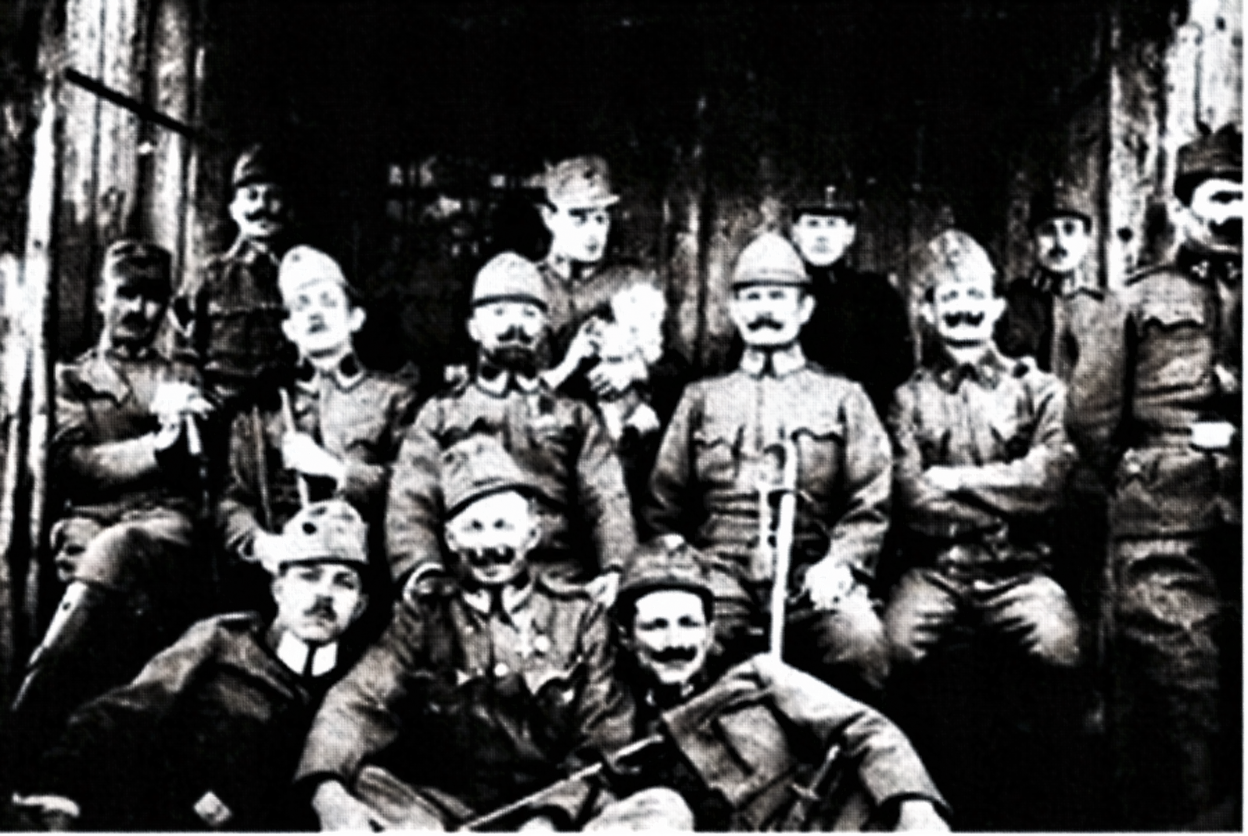
Soldații lui Ioan de Boeriu 1918/19

Generalul a participat la Alba Iulia, la 1 decembrie 1918, la Marea Adunare Națională care a consfințit unirea. Dar baronul Ioan Boeriu a luat și parte la o acțiune deosebit de temerară. Împreună cu Iuliu Maniu, în toamna anului 1918, el s-a angajat într-o tentativă de a restaura ordinea în Viena. Capitala Austriei era în pragul revoluției bolșevice, iar armata era în descompunere. Iuliu Maniu și Ioan Boeriu s-au prezentat la Ministerul de Război și au cerut să li se subordoneze armata aflată în cazărmile Carol și Ferdinand. Acele unități militare erau formate mai ales din români.

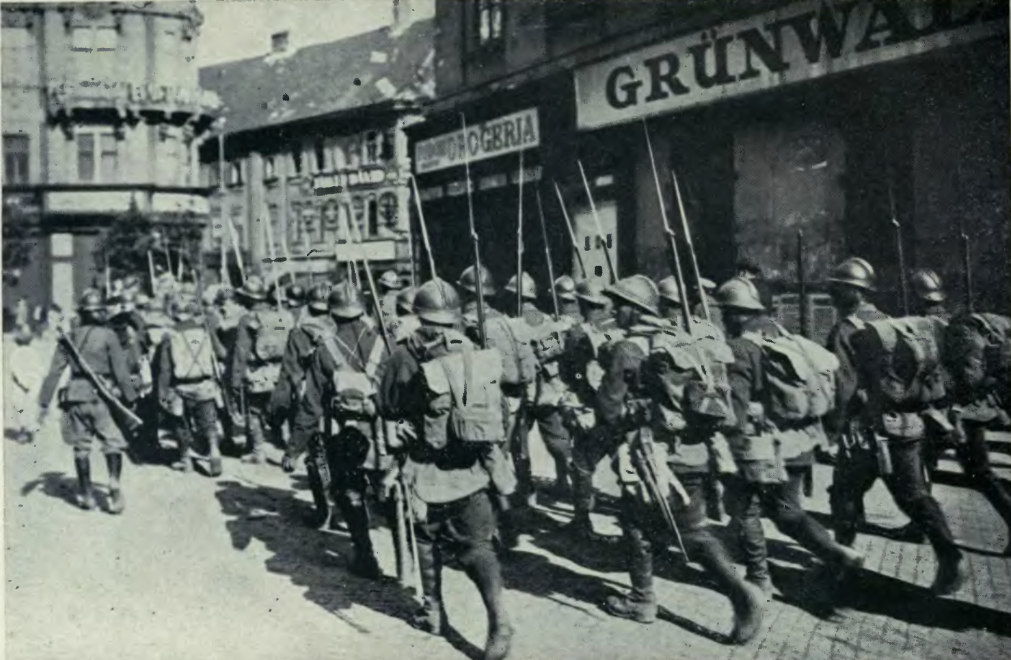
Soldați români de infanterie la Budapesta 1919

Cei doi lideri au format o adevărată armată națională românească, ce dispunea de 60.000 de soldați în Viena și în împrejurimi. Efectivele acestei armate se ridicau la 160.000 de soldați în toată Austria.
Militarii au fost organizați sub umbrela unui Senat Militar Român Central  al Ofițerilor și Soldaților, prezidat de baronul Ioan Boeriu. Ei au reinstaurat ordinea în Viena și în Praga. Soldații români au impresionat prin disciplină și prin vitejie.
După ce au pacificat Viena, armata condusă de Ioan Boeriu s-a întors în Transilvania. Soldații săi au luat parte apoi, în anul 1919, la campania Armatei Regale Române împotriva Republicii Ungare a Sfaturilor, condusă de Bela Kun. Această campanie s-a soldat cu ocuparea Budapestei.
Ioan Boeriu era, din ianuarie 1919, comandantul tuturor forțelor militare aflate în subordinea Consiliului Dirigent al Transilvaniei. După dizolvarea Consiliului Dirigent de către guvernul de la București, lui Boeriu i-a fost încredințată comanda corpului VII de armată din Sibiu.
Boeriu a primit, în anul 1921, Marea Cruce a Ordinului Coroanei României, acordat de Regele Unirii, Ferdinand I și a intrat în pensie la 21 februarie 1921. După aceea a mai fost, pentru o perioadă, membru al Senatului României  și membru in Comitetul Central al despărțământului ASTRA (Asociațiunea transilvană pentru literatura română și cultura poporului român).
Ioan Boeriu a fost în perioada interbelică epitropul Parohiei Române Unite Sibiu II, care a funcționat în Biserica Franciscană din Sibiu.
S-a stins din viață în 2 aprilie 1949, la Sibiu. A fost înmormântat cu onoruri militare, în satul său natal, fără a avea urmași direcți.
În localitatea Recea a fost înființat un muzeu în memoria generalului Ioan Boeriu.